# Barbro Kollberg
Barbro Kollberg (Eskilstuna, 1917. december 27. – 2014. március 6.) svéd színésznő és színház igazgató.

## Életpályája
Kollberg 1937-1940 között a Dramatens elvskola színiskola hallgatója volt. 1945-1954 között a Stockholm Színház társulatának tagja volt, majd Lorens Marmstedttel együtt a Skansen Színházat irányította. Később az Östgöta Színháznál dolgozott. A '70-es évek középétől egy göteborgi színiskolában színészetet is oktatott.
Filmes pályafutása alatt több mint 40 produkcióban szerepelt, ezek közül talán a leghíresebb az Ingmar Bergman rendezésében készült az Eső mossa szerelmünket.

## Filmjei
- Eső mossa szerelmünket (1946)
- Legjobb szándékok (1992)
- Hétköznapi mennyország (2004)

## Fordítás
- Ez a szócikk részben vagy egészben  a   Barbro_Kollberg című svéd Wikipédia-szócikk fordításán alapul.  Az eredeti cikk szerkesztőit annak laptörténete sorolja fel. Ez a jelzés csupán a megfogalmazás eredetét és a szerzői jogokat jelzi, nem szolgál a cikkben szereplő információk forrásmegjelöléseként.